# Dearborn, Michigan
Dearborn là một thành phố thuộc quận Wayne trong tiểu bang Michigan, Hoa Kỳ. Thành phố này là một phần của vùng đô thị Detroit. Thành phố có tổng diện tích  km², trong đó diện tích đất là  km². Theo điều tra dân số Hoa Kỳ năm 2010, thành phố có dân số 98.153 người, là thành phố lớn thứ 8 trong tiểu bang.
Thành phố là quê hương của Henry Ford và trụ sở thế giới của Ford Motor Company. Dearborn có Đại học Michigan cũng như Cao đẳng Cộng đồng Henry Ford. Dearborn có The Henry Ford, phức hợp bảo tàng trong nhà-ngoài trời lớn nhất Mỹ và là điểm thu hút khách hàng đầu Metro Detroit.

## Lịch sử
Khu vực này đã là nơi sinh sống hàng ngàn năm của các nhóm dân bản địa. Bộ lạc lịch sử thuộc về chủ yếu nói ngôn ngữ Algonquin, mặc dù người Huron nói ngôn ngữ Iroquois.
Các khu vực Dearborn đã có người châu Âu định ư năm 1786, sau khi Chiến tranh Cách mạng Mỹ. Ngôi làng của Dearbornville được thành lập vào năm 1836, được đặt tên theo người yêu nước Henry Dearborn, một vị tướng trong cuộc Cách mạng Mỹ và Bộ trưởng chiến tranh dưới thời Tổng thống Thomas Jefferson. Khu định cư thành thành phố sau một cuộc bỏ phiếu tháng một hợp nhất năm 1929 thiết lập biên giới ngày nay của nó bằng cách sáp nhập Dearborn và Fordson lân cận (trước đây được gọi là Springwells), sợ bị sáp nhập vào Detroit. Khu vực giữa hai thị trấn, và vẫn còn một phần chưa phát triển.
Từng là khu vực đất nông nghiệp, khu vực đất đã được mua bởi Henry Ford để làm bất động sản của mình, Fair Lane, và trụ sở thế giới của Ford Motor Company. Sau đó hành lang này được phát triển thành sân bay Fordy (sau chuyển đổi Dearborn Proving Grounds), các cơ sở hành chính và phát triển khác của Ford, The Ford Henry thu hút khách du lịch hàng đầu của khu vực có chứa một ngôi làng tái tạo lịch sử và viện bảo tàng, thư viện Henry Ford Centennial, trung tâm mua sắm khu vực siêu Fairlane Town Center, và Trung tâm Dearborn Civic. Nó được trồng hoa hướng dương và thường với đậu nành yêu thích của Henry Ford. Các loại cây trồng không bao giờ thu hoạch.
Năm 2005, viện bảo tàng quốc gia Mỹ Ả Rập (AANM) mở tại Dearborn, bảo tàng đầu tiên trên thế giới dành cho lịch sử và văn hóa người Mỹ gốc Ả Rập. Hầu hết những người Ả Rập người Mỹ ở Dearborn và khu vực Detroit là Kitô hữu dân tộc Liban, những người nhập cư vào đầu thế kỷ XX để làm việc trong ngành công nghiệp tự động, giống như nhiều di dân đến khu vực. Họ đã được sự tham gia của người nhập cư Ả Rập gần đây từ các quốc gia khác, một số người trong số họ là người Hồi giáo.

## Địa lý
Theo Cục Điều tra Dân số Hoa Kỳ, thành phố có tổng diện tích 24,5 dặm vuông (63  km²), trong đó, 24,4 dặm vuông (63  km²) của nó là đất và 0,1 dặm vuông (0,26  km²) của nó (0,37%) là mặt nước. Sông Rouge chạy qua thành phố với một thác nước nhân tạo / đập nước có đầu thấp trên bất động sản Henry Ford để phát điện. Chi nhánh Thượng, Trung, và thấp hơn của dòng sông gặp nhau ở Dearborn. Con sông này là mở rộng và chuyển gần nhà máy Rouge cho phép truy cập hồ vận tải hàng hóa.
Cù lao Fordson (42°17′38″B 83°08′52″T / 42,29389°B 83,14778°T) là một cù lao có diện tích 33.994 m², có khoảng cách 5 km nội địa từ sông Detroit trên sông Rouge. Cù lao Fordson là hòn đảo lớn duy nhất trong một nhánh sông Detroit. Hòn đảo này được tạo ra vào năm 1922 khi các kỹ sư đào một rãnh thứ cấp để định tuyến lại sông Rouge để tăng năng khả năng lưu thông thủy. Hòn đảo này là thuộc sở hữu tư nhân, và cộng đồng không được đến hòn đảo này. Hòn đảo này là một phần của thành phố Dearborn, mà bản thân nó không có bờ biển dọc theo sông Detroit.
Dearborn là một trong một số ít các thành phố sở hữu tài sản ở các thành phố khác (626-mẫu Anh (2,53  km²) Trại Dearborn tại Milford, Michigan, 35 dặm (56 km) từ Dearborn) và có thể là duy nhất trong việc giữ tài sản nhà nước (phức hợp căn hộ Dearborn Towers ở Clearwater, Florida). Những cổ phiếu được coi là một phần của thành phố Dearborn, và doanh thu được tạo ra bởi nhập trại và tiền thuê thu được sử dụng để củng cố ngân sách của thành phố.